# Shrivijaya
Shrivijaya (Indonesisch: Sriwijaya) was een hindoeïstisch-boeddhistisch rijk op Sumatra in Indonesië. Aan het einde van de zevende eeuw breidde het rijk zich uit vanuit de hoofdstad dicht bij het huidige Palembang (Zuid-Sumatra) en verwierf het de controle over de nabijgelegen havens.

## Opkomst
De eerste verwijzing naar Shrivijaya dateert uit 671. De Chinese monnik I-Tsing verbleef op weg naar India een half jaar in Palembang. In die tijd was Palembang een belangrijk boeddhistisch centrum voor onderwijs en handel. Volgens I-Tsing verbleven er in de stad meer dan duizend boeddhistische monniken en hij adviseerde andere Chinese monniken om tijdens hun doorreis naar India eerst Shrivijaya aan te doen om daar Sanskriet te leren.
De naam Shrivijaya komt uit het Sanskriet. Het is een samenstelling van twee woorden: śrī en vijaya. Śrī betekent schitterend en vijaya overwinning. Shrivijaya zou dan schitterende overwinning betekenen.
Bijna alle bekende verslagen over Shrivijaya zijn geschreven door buitenlandse bezoekers aan het koninkrijk. Waarschijnlijk had het rijk zelf ook palmbladmanuscripten (lontar), maar daarvan is, voor zover bekend, niets bewaard gebleven. Wel zijn inscripties op stenen gevonden, de meeste uit de periode tussen 682 en 686. Deze inscripties bevatten geloften van trouw aan de koning en bedreigingen van goddelijke vergelding tegen rebellen tegen het rijk. Zelfs tot in zuidelijk Thailand zijn deze Shrivijayaanse inscripties gevonden. Waarschijnlijk omvatte het rijk op zijn hoogtepunt de kusten van Sumatra, het Maleisisch schiereiland Malakka, delen van het huidige zuiden van Vietnam en Cambodja aan de monding van de rivier de Mekong, en waarschijnlijk ook westelijk Borneo.
De voertaal van het rijk was zeer waarschijnlijk een vorm van Maleis. De inscripties maken duidelijk dat in officieel verband ook Sanskriet werd gebruikt. In Shrivijaya werden gouden en zilveren munten geslagen. Het is daarom geen wonder dat de Indiase naam voor Sumatra Suvarnabumi of Suvarnadvipa is: goudland.
Het rijk van Shrivijaya wordt wel een thalassocratie genoemd, een zeerijk, waarin een uitgekiend gebruik gemaakt werd van de ligging van de drie voornaamste steden, Shrivijaya zelf, Jambi en Kedah. Via deze en andere steden kregen de Shrivijayaanse koningen greep op de zeevaart en handel in de Straat Malakka, destijds een hoofdader in de scheepvaart en handel tussen India en China. De lokale vorsten behielden in dit rijk hun autonomie binnen het geheel van een groter rijk dat regelde dat zij voldoende inkomsten uit de handel en zeevaart door de Straat Malakka ontvingen. Tegelijkertijd stond dit grote rijk voor hen garant voor de toegang tot deze handel en beschermde het hen tegen mogelijke vijandelijke dreigingen van andere vorstendommen.

## De band met het Javaanse Mataram
In het derde kwart van de achtste eeuw veroverde de Javaanse koning Panangkaran of Sanggramadhanañjaya, de zoon van de Javaanse koning Sañjaya, de stichter van de Mataram-dynastie, het rijk van Shrivijaya. Maar Panangkaran en zijn opvolgers tot en met Samaratungga worden in verschillende inscripties ook wel aangeduid als koningen, 'ornamenten', uit de Shailendra-dynastie. Zij regeerden over het hele rijk van Shrivijaya, inclusief het Javaanse deel. Bovendien hadden zij een voorkeur voor het boeddhisme. 
Lang werd ervan uitgegaan dat er twee rivaliserende dynastieën waren, de shivaïtische Sañjaya-dynastie en de boeddhistische Shailendra-dynastie. Maar tegenwoordig raken steeds meer wetenschappers ervan overtuigd dat er sprake was van één dynastie. Het komt vaker voor dat een dynastie een andere religie aanneemt en vervolgens gewoon aan de macht blijft. Ook de 16de-eeuwse tekst Carita Parahyangan, afkomstig uit Pasundan (West-Java), suggereert dit. Volgens dit geschrift zou koning Sañjaya zijn zoon en opvolger opdracht hebben gegeven zich tot het boeddhisme te bekeren, omdat de bevolking van het land angst had voor de eredienst voor Shiva.

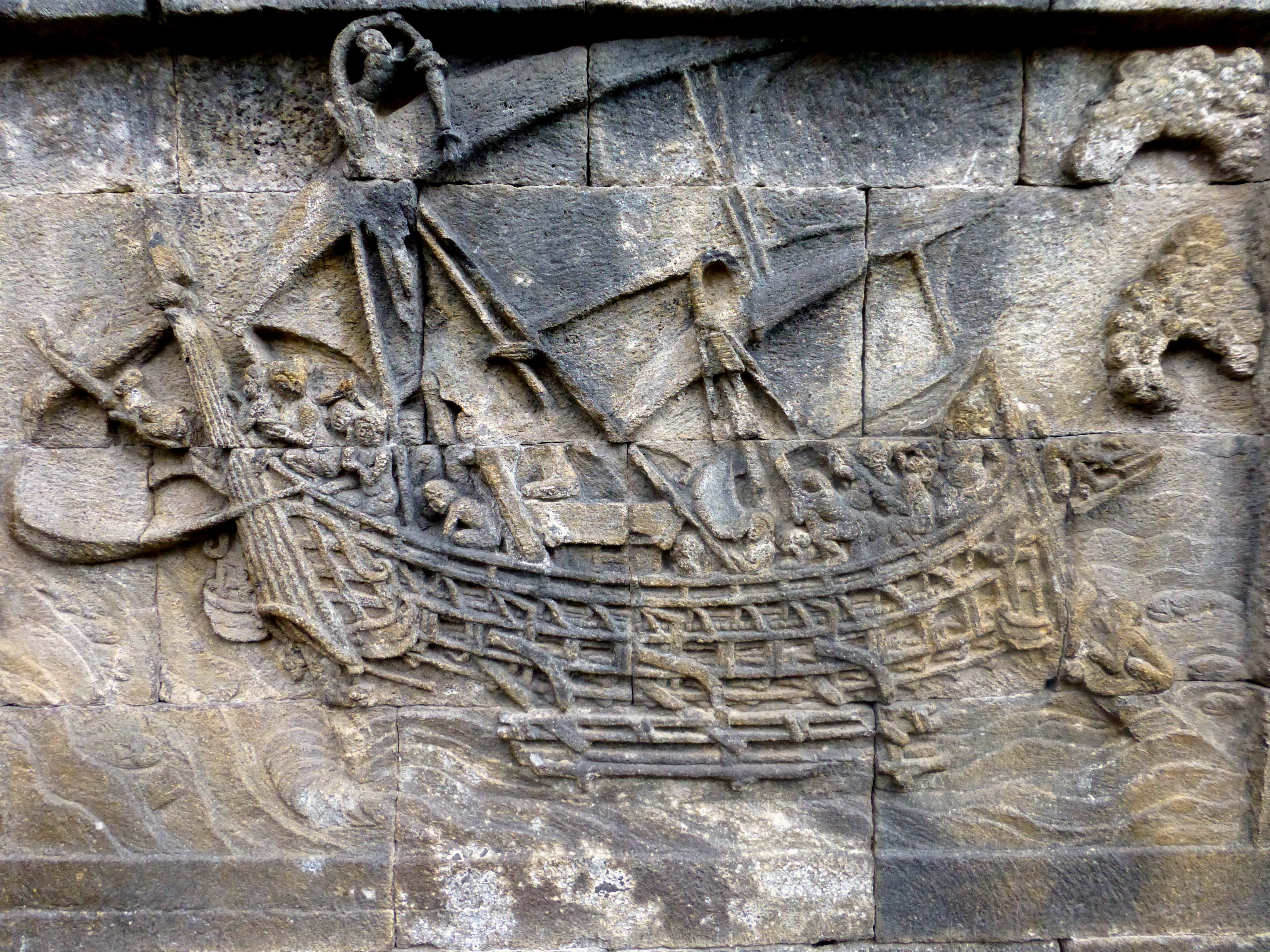
Afbeelding van een schip op de Borobudur. Zo zagen de schepen er zeer waarschijnlijk uit in de tijd van Shrivijaya (Foto: Anandajoti, 13 november 2013)

Panangkaran stond bekend als de 'slachter van zijn vijanden'. Hij voerde vele oorlogen. Hij annexeerde ook het noordelijk deel van het Maleisische schiereiland (tegenwoordig Thailand). Daarnaast was hij een bouwer. Hij begon rond 780 de bouw van een grote tempel voor de bodhisattva Mañjushri, de Candi Sewu bij Prambanan. Daarna liet hij de Candi Kalasan bouwen en nog later begon hij ook met de bouw van de Borobudur.
Over Panangkarans opvolger, Panaraban is weinig bekend. Wel werd tijdens zijn regering een militaire expeditie naar Champa en de Mekongdelta gestuurd en werden de vorsten daar tot vazallen van zijn koninkrijk gemaakt. De koning na Panaraban, Samaratungga, was meer een vredevorst. Onder zijn bewind werd de Borobudur voltooid. In die tijd, aan het begin van de negende eeuw, verbleef Jayavarman II, die later koning zou worden van het Khmer-rijk, op Java. Volgens de Franse geleerde Georges Coedès werd hij naar Indrapura in de Mekongdelta gezonden om daar gouverneur te worden van het grondgebied van Shrivijaya in die regio. In 802 liet Jayavarman II echter een brahmaanse priester een ritueel uitvoeren waarin hij zelf cakravartin (universeel heerser) en devaraja (God-koning) van een nieuw Cambodjaans rijk werd en zich losmaakte van Java.
Rond 850 kwam het tot een conflict tussen Balaputra, de zoon van Samaratungga – maar volgens anderen een broer van deze koning – en de dochter van Samaratungga, Pramodhawardhani, die ook Shri Kahulunan werd genoemd en getrouwd was met Rakai Pikatan. Balaputra vond dat hij meer recht op de troon had dan Rakai Pikatan, die anders dan hijzelf geen mannelijke nakomeling uit het geslacht van Sañjaya was. Rakai Pikatan verzamelde de lokale Javaanse edelen om zich heen en versloeg Balaputra, die vervolgens naar Sumatra vertrok. Dit leidde tot een opdeling van het grote rijk, waarbij Rakai Pikatan koning werd over het Javaanse deel en Balaputra over het Sumatraanse deel en andere gebieden aan de Straat van Malakka, zoals Kedah. Tijdens de regering van Rakai Pikatan werd begonnen met de aanleg van het grote hindoeïstische tempelcomplex bij Prambanan. Ook na de splitsing bleef de invloed van Shrivijaya groot, aanvankelijk groter dan die van het voormalige rijksdeel op Java. De Sumatraanse tak van het koninklijk huis bleef de Shailendra's heten; de Javaanse tak tooide zich vanaf de tiende eeuw met de naam Mataram.
Niet lang na deze splitsing viel Shrivijaya West-Java aan. Dit leidde er in 942 toe dat de staat Pasundan in West-Java een vazalstaat van Shrivijaya werd.
Rond 990 rustte de koning van Mataram, Dharmawangsa Teguh, een expeditie tegen Shrivajaya uit en deed hij een aanval op dit land. Het is goed mogelijk dat dit in 1016 tot een tegenaanval van Shrivijaya leidde, die Dharmawangsa Teguh zelfs zijn leven kostte, hoewel niet uitgesloten is dat Shrivijaya niet meer gedaan heeft dan een of meer van Dharmawangsa Teguhs vazallen tot een opstand aanzetten. In ieder geval viel het rijk van Mataram hierna uiteen.

## Langzame ondergang
In 1025 werd Shrivijaya zelf getroffen door een vernietigende aanval vanuit het machtige Chola-koninkrijk in India. Een inscriptie op een muur van een Indiase tempel in Tanjore, de hoofdstad van dit rijk, verhaalt van een Indiase armada die de zeestraat doorvoer en de ene na de andere Shrivijayaanse haven onderwierp, waaronder ook de hoofdstad. De exacte reden voor de aanval is niet duidelijk, maar aannemelijk is dat de Indiase handelaren genoeg hadden van de hoge belastingen die hen door het Shrivijaya-rijk werden opgelegd bij binnenreizen van het gebied. Ondertussen waren in deze tijd de relaties met het belangrijkste koninkrijk op Java, dat van Airlangga, heel goed. Airlangga bezegelde deze nieuwe verbondenheid door een huwelijk met een prinses uit de Shailendra-dynastie.
In 1068 rustte de koning van het Chola-rijk opnieuw een militaire expeditie uit tegen Shrivijaya, maar in dit geval ging het zeer waarschijnlijk om een actie waarin de Chola-koning zijn collega-vorst bijstond in het onderdrukken van een opstand in Kedah.
Niet lang daarna, in 1080, onderwierp een oude rivaal van het grote zeerijk, Malayu met zijn hoofdstad Jambi, Shrivijaya wel. Vanaf dat moment had Malayu de leiding in het koninkrijk en was Shrivijaya niet meer dan een vazalstaat. Gedurende de hele twaalfde en 13e eeuw heeft de nieuwe machthebber het oude Sumatraanse zeerijk zowel op politiek als op economisch gebied overheerst.
Maar in 1278 werd Malayu aangevallen door het Oost-Javaanse koninkrijk Singhasari. Javaanse bronnen melden dat een Sumatraanse prinses naar Java werd meegenomen en daar trouwde met een Javaanse prins, mogelijk een prins van Majapahit. Ze kregen een zoon, Adityavarman, die zich op Sumatra vestigde, eerst in Batang Hari in Malayu, het vaderland van zijn moeder, maar later in de hooglanden van Minang (Padangse Bovenlanden) in West-Sumatra. Deze half-Sumatraanse, half-Javaanse prins liet, naast een gigantisch standbeeld van zichzelf als de boeddhistische godheid Bhairava staande op een stapel menselijke schedels, talloze inscripties na. Maar vele daarvan zijn niet gekopieerd of vertaald. Een van de redenen hiervan is dat de inscripties geschreven waren in een ongewone taal die Oud-Maleis combineert met ongrammaticaal Sanskriet. De laatste inscriptie dateert van 1374. Daarin wordt melding gemaakt van een kroonprins, Ananggavarman.
In 1377, bijna honderd jaar na de aanval van Singhasari, voerde de vloot van Majapahit, waar destijds Hayam Wuruk koning was, een aanval uit op Palembang. Deze vloot veroverde het kerngebied van Shrivijaya en dat vormde het definitieve einde van wat eeuwenlang zo'n machtig koninkrijk was geweest.
Ondertussen waren al aan het einde van de 13de eeuw vele delen van het rijk van Shrivijaya veroverd door andere rijken. Koninkrijken op Java veroverden de gebieden op Java en Siam veroverde delen die op Malakka lagen. Zo kwam er na meer dan zes eeuwen een einde aan het enige rijk in de geschiedenis dat gebieden had zowel op Sumatra als op het Maleisisch schiereiland.

## Lijst van koningen van Shrivijaya
Deze lijst is opgemaakt uit verschillende bronnen en helaas niet compleet. Een deel is gebaseerd op de Wanua Tengah III-inscriptie uit 908, die niet verder gaat dan Balitung, en enkele andere inscripties. Andere informatie komt uit Georges Coedès' The Indianized States of Southeast Asia (1968).
- Jayanasha (rond 690)
- Indravarman (rond 710)
- Rudravikrama of Rudravarman alias Liu-t'eng-wei-kung (rond 728 en 742)
- Dharmasetu (voor 775)
- Panangkaran alias Sanggramadhanañjaya (tot 784), begin Shailendra-dynastie
- Panaraban (784-803)
- Samaratungga alias Rake Warak Dyah Manara (803-827)
- Dyah Gula (827-828)
- Rakai Garung (828-846)
- Balaputra (846 en later)
- Udayadityavarman (rond 960)
- Culamanivarman (rond 1005)
- Maravijayotunggavarman (rond 1014)
- Sanggramavijayotunggavarman (rond 1025)
- Shri Deva (1028 en later, naam waarschijnlijk incompleet)